# IEEE 802.11j
IEEE 802.11j ist eine Erweiterung des IEEE 802.11-Standards für WLANs für den Bereich 4,9 GHz – 5 GHz, die im Jahr 2004 für den japanischen Markt verabschiedet wurde. WLANs nach 802.11j erreichen eine maximale Bruttodatenrate von 54 MBit/s.

## Generelle Informationen
- Förderkreis: C/LAN/MAN – LAN/MAN Standards Committee
- Status: Superseded Standard
- PAR-Genehmigung: 2002-12-11
- Vorstands-Genehmigung: 2004-09-23
- ANSI-Genehmigung: 2005-02-02
- Veröffentlicht: 2004-10-29

## Informationen zur Arbeitsgruppe
- Organisation: IEEE Computer Society
- Förderkreis: C/LAN/MAN – LAN/MAN Standards Committee
- Arbeitsgruppe: 802.11 WG – Wireless LAN Working Group
- IEEE Program Manager: Christy Bahn
- Vorsitz der Arbeitsgruppe: Dorothy Stanley